# EESL Pervaja Liga 2020
La EESL Pervaja Liga 2020 è stata la 1ª edizione del campionato di terzo livello di football americano gestito  dalla EESL (giocato a 9 giocatori).
Avrebbero dovuto partecipare 12 squadre, ma il torneo si è successivamente espanso a 15.
I playoff non sono stati disputati a causa della pandemia di COVID-19 del 2019-2021 e pertanto non è stato ufficialmente dichiarato un campione.

## Squadre partecipanti
| Club                        | Città            | Stadio | Sponsor ufficiale | Risultato nella stagione 2019 |
| --------------------------- | ---------------- | ------ | ----------------- | ----------------------------- |
| Arkhangelsk Woodcutters     | Arcangelo        |        |                   |                               |
| Bulldogs Naberezhnye Chelny | Naberežnye Čelny |        |                   |                               |
| Izhevsk Dinamo              | Iževsk           |        |                   |                               |
| Jaroslavl Rebels            | Jaroslavl'       |        |                   |                               |
| Kazan Motors                | Kazan'           |        |                   |                               |
| Krasnodar Bisons            | Krasnodar        |        |                   |                               |
| Moscow Spartans 2           | Mosca            |        |                   |                               |
| Nizhnij Novgorod Raiders 52 | Nižnij Novgorod  |        |                   |                               |
| Novorossiysk Admirals       | Novorossijsk     |        |                   |                               |
| Penza-Saratov               | Penza/Saratov    |        |                   |                               |
| Samara Bears                | Samara           |        |                   |                               |
| Samara Stormbringers 2      | Samara           |        |                   |                               |
| Sevastopol Titans           | /Sebastopoli     |        |                   |                               |
| Tula Tarantula              | Tula             |        |                   |                               |
| Tyumen Black Sables         | Tjumen'          |        |                   |                               |
| Ufa Wolfhounds              | Ufa              |        |                   |                               |
| Ulyanovsk Sentinels         | Ul'janovsk       |        |                   |                               |
| Volgograd Stalingrad        | Volgograd        |        |                   |                               |
| Vologda Vikings             | Vologda          |        |                   |                               |

## Stagione regolare

### Calendario

#### 1ª giornata
| Vologda 25 luglio 2020 | Vologda Vikings | 0 – 26 (0-0 0-8 0-12 0-6) referto | Jaroslavl Rebels | Stadion Spartak |

#### 2ª giornata
| Dzeržinskij 16 agosto 2020 | Moscow Spartans 2 | 38 – 26 (6-12 14-8 6-6 12-0) referto | Vologda Vikings | Stadion Orbita |

#### 3ª giornata
| Naberežnye Čelny 22 agosto 2020 | Bulldogs Naberezhnye Chelny | 12 – 50 (0-14 6-28 6-8 0-0) referto | Kazan Motors | Stadion Grenada |

| Jaroslavl' 22 agosto 2020 | Jaroslavl Rebels | 48 – 16 (24-0 12-0 12-8 0-8) referto | Tula Tarantula |  |

| Nižnij Novgorod 23 agosto 2020 | Nizhnij Novgorod Raiders 52 | 46 – 8 (12-0 18-6 8-2 8-0) referto | Samara Bears |  |

#### 4ª giornata
| Iževsk 29 agosto 2020 | Izhevsk Dinamo | 44 – 6 (8-0 8-6 14-0 14-0) referto | Ufa Wolfhounds | Stadion Dinamo |

| Achuny 29 agosto 2020 | Penza-Saratov | 8 – 50 (0-14 8-6 0-22 0-8) referto | Nizhnij Novgorod Raiders 52 | Stadion PGAU |

| Tula 30 agosto 2020 | Tula Tarantula | 50 – 14 (12-0 6-0 16-0 16-14) referto | Vologda Vikings | Stadion Metallurg |

#### 5ª giornata
| Samara 5 settembre 2020 | Samara Bears | 14 – 40 (6-20 0-14 8-0 0-6) referto | Penza-Saratov | SK Lokomotiv |

| Novorossijsk 5 settembre 2020 | Novorossiysk Admirals | 0 – 22 (0-0 0-6 0-16 0-0) referto | Krasnodar Bisons |  |

#### 6ª giornata
| Troick 12 settembre 2020 | Moscow Spartans 2 | 32 – 34 (12-0 6-0 0-12 14-22) referto | Tula Tarantula | Gorodskoj Stadion |

#### 7ª giornata
| Saratov 19 settembre 2020 | Penza-Saratov | 24 – 18 (0-6 16-0 0-12 8-0) referto | Samara Bears | Stadion Zarja |

| Ufa 19 settembre 2020 | Ufa Wolfhounds | 56 – 14 (6-8 16-0 26-0 8-6) referto | Bulldogs Naberezhnye Chelny | Stadion Olimp |

| Novorossijsk 19 settembre 2020 | Novorossiysk Admirals | 26 – 34 (6-6 6-6 8-8 6-14) referto | Volgograd Stalingrad | Stadion Strojtel' |

#### 8ª giornata
| Kazan' 26 settembre 2020 | Kazan Motors | 38 – 20 (6-6 14-0 10-8 8-6) referto | Izhevsk Dinamo |  |

| Ščedrino 26 settembre 2020 | Jaroslavl Rebels | 24 – 44 (0-6 12-6 6-0 6-32) referto | Moscow Spartans 2 | Stadion p. Ščedrino |

#### 9ª giornata
| Krasnodar 3 ottobre 2020 | Volgograd Stalingrad | 20 – 26 (12-20 0-0 0-6 8-0) referto | Sevastopol Titans | USC Pokrovskije ozera |

| Nižnij Novgorod 3 ottobre 2020 | Nizhnij Novgorod Raiders 52 | 50 – 14 (16-0 14-6 14-0 6-8) referto | Penza-Saratov | Stadion Dinamo |

#### 10ª giornata
| Sebastopoli 10 ottobre 2020 | Sevastopol Titans | 30 – 20 (0-0 24-6 6-0 0-14) referto | Krasnodar Bisons |  |

| Naberežnye Čelny 10 ottobre 2020 | Bulldogs Naberezhnye Chelny | 28 – 44 (6-8 0-20 16-8 6-8) referto | Izhevsk Dinamo | Stadion Grenada |

#### 11ª giornata
| Samara 17 ottobre 2020 | Samara Bears | 0 – 20 (a tavolino) referto | Nizhnij Novgorod Raiders 52 |  |

| Sebastopoli 17 ottobre 2020 | Sevastopol Titans | 20 – 0 (a tavolino) referto | Novorossiysk Admirals |  |

| Krasnodar 17 ottobre 2020 | Krasnodar Bisons | 32 – 20 (14-6 6-0 0-14 12-0) referto | Volgograd Stalingrad | USC Pokrovskije ozera |

| Ufa 17 ottobre 2020 | Ufa Wolfhounds | 0 – 32 (0-0 0-12 0-6 0-14) referto | Kazan Motors | Stadion Sportivnoj Škola n° 5 |

### Classifiche
Le classifiche della regular season sono le seguenti:
- PCT = percentuale di vittorie, G = partite giocate, V = partite vinte,  P = partite perse, PF = punti fatti, PS = punti subiti

#### Girone Centro
| Pos. | Squadra           | PCT  | G | V | N | P | PF  | PS  |
| ---- | ----------------- | ---- | - | - | - | - | --- | --- |
| 1    | Moscow Spartans 2 | .667 | 3 | 2 | 0 | 1 | 114 | 84  |
| 2    | Jaroslavl Rebels  | .667 | 3 | 2 | 0 | 1 | 98  | 60  |
| 3    | Tula Tarantula    | .667 | 3 | 2 | 0 | 1 | 100 | 94  |
| 4    | Vologda Vikings   | .000 | 3 | 0 | 0 | 3 | 40  | 114 |

#### Girone Sud
| Pos. | Squadra               | PCT   | G | V | N | P | PF | PS |
| ---- | --------------------- | ----- | - | - | - | - | -- | -- |
| 1    | Sevastopol Titans     | 1.000 | 3 | 3 | 0 | 0 | 76 | 40 |
| 2    | Krasnodar Bisons      | .667  | 3 | 2 | 0 | 1 | 74 | 50 |
| 3    | Volgograd Stalingrad  | .333  | 3 | 1 | 0 | 2 | 74 | 84 |
| 4    | Novorossiysk Admirals | .000  | 3 | 0 | 0 | 3 | 26 | 76 |

#### Girone Kama
| Pos. | Squadra                     | PCT   | G | V | N | P | PF  | PS  |
| ---- | --------------------------- | ----- | - | - | - | - | --- | --- |
| 1    | Kazan Motors                | 1.000 | 3 | 3 | 0 | 0 | 120 | 32  |
| 2    | Izhevsk Dinamo              | .667  | 3 | 2 | 0 | 1 | 108 | 72  |
| 3    | Ufa Wolfhounds              | .333  | 3 | 1 | 0 | 2 | 62  | 90  |
| 4    | Bulldogs Naberezhnye Chelny | .000  | 3 | 0 | 0 | 3 | 54  | 150 |

#### Girone Volga
| Pos. | Squadra                     | PCT   | G | V | N | P | PF  | PS  |
| ---- | --------------------------- | ----- | - | - | - | - | --- | --- |
| 1    | Nizhnij Novgorod Raiders 52 | 1.000 | 4 | 4 | 0 | 0 | 166 | 30  |
| 2    | Penza-Saratov               | .500  | 4 | 2 | 0 | 2 | 86  | 132 |
| 3    | Samara Bears                | .000  | 4 | 0 | 0 | 4 | 40  | 130 |

### Playoff
Inizialmente previsti, annullati alla fine della stagione regolare.

#### Tabellone
|  | Semifinali | Semifinali | Semifinali |  |  | Finale          | Finale          | Finale          |  |
|  |            |            |            |  |  |                 |                 |                 |  |
|  | TBD        |            |            |  |  |                 |                 |                 |  |
|  |            |            |            |  |  |                 |                 |                 |  |
|  | TBD        |            |            |  |  |                 |                 |                 |  |
|  |            | TBD        |            |  |  |                 |                 |                 |  |
|  |            |            |            |  |  |                 |                 |                 |  |
|  |            |            | TBD        |  |  |                 |                 |                 |  |
|  | TBD        |            |            |  |  |                 |                 |                 |  |
|  |            |            |            |  |  |                 |                 |                 |  |
|  | TBD        | TBD        |            |  |  | Finale 3º posto | Finale 3º posto | Finale 3º posto |  |
|  | TBD        | TBD        |            |  |  |                 |                 |                 |  |
|  |            |            |            |  |  |                 |                 |                 |  |
|  |            |            |            |  |  | TBD             |                 |                 |  |
|  |            |            |            |  |  |                 |                 |                 |  |
|  |            |            |            |  |  | TBD             |                 |                 |  |

#### Semifinali
| 2020 | TBD | – | TBD |  |

| 2020 | TBD | – | TBD |  |

#### Finale 3º - 4º posto
| 2020 | TBD | – | TBD |  |

#### Finale
| 2020 | TBD | – | TBD |  |